# Dyfnwal I de Strathclyde
Dyfnwal I de Strathclyde (murió en 908×915) fue el rey de Strathclyde. Aunque se desconoce su parentesco, probablemente fue un miembro de la dinastía Cumbria que se registra que gobernó el reino de Strathclyde inmediatamente antes que él. Dyfnwal está atestiguado por una única fuente, en una crónica medieval que sitúa su muerte entre los años 908 y 915.

## Ancestros
El parentesco de Dyfnwal es incierto. Ninguna fuente histórica le concede un patronazgo. Podría haber sido un hijo de Run ab Arthgal, el último rey identificable de Strathclyde antes de Dyfnwal. Run era miembro de la dinastía cumbria de Strathclyde que reinó durante mucho tiempo. Es el último monarca nombrado por un pedigrí preservado dentro de una colección de material genealógico galés del siglo X conocido como las Genealogías de Harleian.
Cierto hijo de Run era Eochaid de Escocia, un hombre que parece haber poseído una participación en la realeza escocesa antes de caer del poder en las últimas décadas del siglo IX. Se desconoce si Eochaid gobernó realmente el reino de Strathclyde, aunque es posible. Si Dyfnwal no era hijo de Run, otra posibilidad es que descendiera de Eochaid: ya sea como hijo, o como nieto. Alternativamente, Dyfnwal podría haber representado una rama más lejana de la misma dinastía. Si era realmente un hijo de Eochaid, una hermana suya podría haber sido la hija aparente de Eochaid, Land, que fue esposa de Niall Glúndub atestiguada por los Banshenchas del siglo XII.

## Expansión
El padre de Run, Artgal, gobernó el reino de Al Clut.En la década del 870, la principal ciudadela del reino Al Clut —la fortaleza homónima del castillo de Dumbarton (Clyde Rock)— cayó en manos de los reyes escandinavos con sede en Irlanda, Amlaíb Conung e Ivar de Dublín. A partir de entonces, la capital del reino parece haberse reubicado en el río Clyde, en las cercanías de Govan y Partick. Hasta la caída del castillo de Dumbarton, por ejemplo, los gobernantes del reino se llamaban como la fortaleza; mientras que tras la pérdida de este sitio, el reino de Al Clud pasó a ser conocido como el reino de Strathclyde como consecuencia de su reorientación hacia Ystrad Clud (Strathclyde), el valle del río Clyde.
En algún momento después de la pérdida de Al Clud, el reino de Strathclyde parece haber experimentado un período de expansión. Aunque la cronología precisa es incierta, en el año 927 la frontera sur parece haber alcanzado el río Eamont, cerca de Penrith. El catalizador de esta extensión meridional puede haber sido el dramático declive del reino de Northumbria a manos de los escandinavos conquistadores, y la expansión puede haberse visto facilitada por la cooperación entre los cumbrios y los escandinavos insulares a finales del siglo IX y principios del X. Las relaciones amistosas entre estos poderes pueden ser evidenciadas por la notable colección de escultura contemporánea de influencia escandinava en Govan.

## Atestación
Después del mandato de Eochaid, la siguiente noticia del reino de Cumbia es el registro de la muerte de Dyfnwal preservado por la Crónica de los reyes de Alba de los siglos IX al XII. Este es el único testimonio de Dyfnwal, y su aparición en esta fuente podría confirmar que estaba efectivamente relacionado con los primeros gobernantes de Strathclyde. En cualquier caso, un pasaje particular de la crónica señala la muerte de cinco reyes durante el reinado del homólogo escocés de Dyfnwal, Custantín mac Áeda, rey de Alba. Dyfnwal es el segundo de estos cinco; el rey que le precede es Cormac mac Cuilennáin; al que le siguen Domnall mac Áeda, Flann Sinna y Niall Glúndub. Aunque la muerte de Dyfnwal no está fechada específicamente por la crónica, el contexto del pasaje sugiere que tuvo lugar entre los años 908 y 915. Por lo tanto, según la Crónica de los reyes de Alba, Dyfnwal murió a más tardar en el 915.

## Sucesor
Dyfnwal parece haber sido el padre de Owen I de Strathclyde, quien lo sucedió como rey de Strathclyde. Se ha registrado que los descendientes de Dyfnwal gobernaron el reino de Strathclyde hasta el siglo XI.
El nombre personal Dyfnwal era comúnmente empleado por la dinastía real de Cumbria. Este nombre está detrás del topónimo Dundonald/Castillo Dundonald, derivado del británico Din Dyfnwal. Aunque ningún monarca de Cumbria puede ser específicamente vinculado a este lugar, cualquiera de los llamados Dyfnwal podría ser el epónimo. Otro lugar que podría haber sido nombrado por cualquiera de estos reyes con nombres similares es Cardonald.